# Loch Dearg an Sgorra
Loch Dearg an Sgorra ist ein See auf der schottischen Hebrideninsel Islay.

## Beschreibung
Der See liegt in der unbesiedelten, hügeligen Region im Südosten der Insel zwischen den Bergen Beinn Uraraidh und Sgorr Bhogachain. Die nächstgelegenen Siedlungen sind das etwa fünf Kilometer westlich gelegene Glenegedale und das sechs Kilometer östlich gelegene Trudernish. Der größere Nachbarsee Loch Leathan an Sgorra befindet sich etwa 300 m in westlicher Richtung. Der Loch Dearg an Sgorra weist eine maximale Länge von 330 m bei einer Breite von höchstens 150 m auf.
Loch Dearg an Sgorra wird im Südwesten von zwei kleinen Bergbächen gespeist. Sein Einzugsgebiet umfasst 45 Hektar und erstreckt sich vornehmlich nach Südwesten. Es handelt sich im Wesentlichen um Heideland (72 %), wobei Grundwasser rund 8 % des Zuflusses ausmacht. Der auf einer Höhe von 238 Metern gelegene See weist eine mittlere Tiefe von 5,4 Metern auf, woraus sich ein Volumen von rund 0,2 Kubikkilometern sowie eine Fläche von rund vier Hektar ergeben. Vom Ostufer fließt der Allt nan Dearg ab, der über den Abhainn Staoin in den Kintour River und schließlich in die Aros Bay am Sound of Jura entwässert.
Loch Dearg an Sgorra ist nicht an das Straßen- und Wegenetz der Insel angeschlossen. Es sind jedoch Wanderwege zu diesem Ort beschrieben.